# Turkovići (Fojnica, BiH)
Turkovići su naseljeno mjesto u općini Fojnica, Federacija Bosne i Hercegovine, BiH.

## Stanovništvo

### 1991.
Nacionalni sastav stanovništva 1991. godine, bio je sljedeći:
ukupno: 434
- Muslimani- 432
- Jugoslaveni - 1
- ostali, neopredijeljeni i nepoznato - 1

### 2013.
Nacionalni sastav stanovništva 2013. godine, bio je sljedeći:
ukupno: 357
- Bošnjaci - 351
- ostali, neopredijeljeni i nepoznato - 6

## Vanjske poveznice
- http://nona.net/features/map/placedetail.890922/Turkovići/